# نیو فیخمان
نیو فیخمان (عبری: ניב פיכמן‎؛ زادهٔ ۱۹۵۸ در تل‌آویو) تهیه‌کننده، بازیگر و کارگردان کانادایی اسرائیلی است. وی تاکنون تهیه‌کنندگی فیلم‌هایی مثل کوری، ضدویروس و دشمن را بر عهده داشته است.